# Porsche 718 Boxster
Pour l'automobile de course de 1957, voir Porsche 718. Pour la carrosserie coupé, voir Porsche 718 Cayman.
La Porsche 718 Boxster est une voiture de sport produite par le constructeur automobile allemand Porsche depuis 2016. La Boxster (Type 981) change en effet de nom à l'occasion de son restylage pour intégrer le nombre 718, en hommage au concept de 1957 présenté au Mans et reçoit un moteur à 4-cylindres turbocompressé.

## Présentation

Logo.

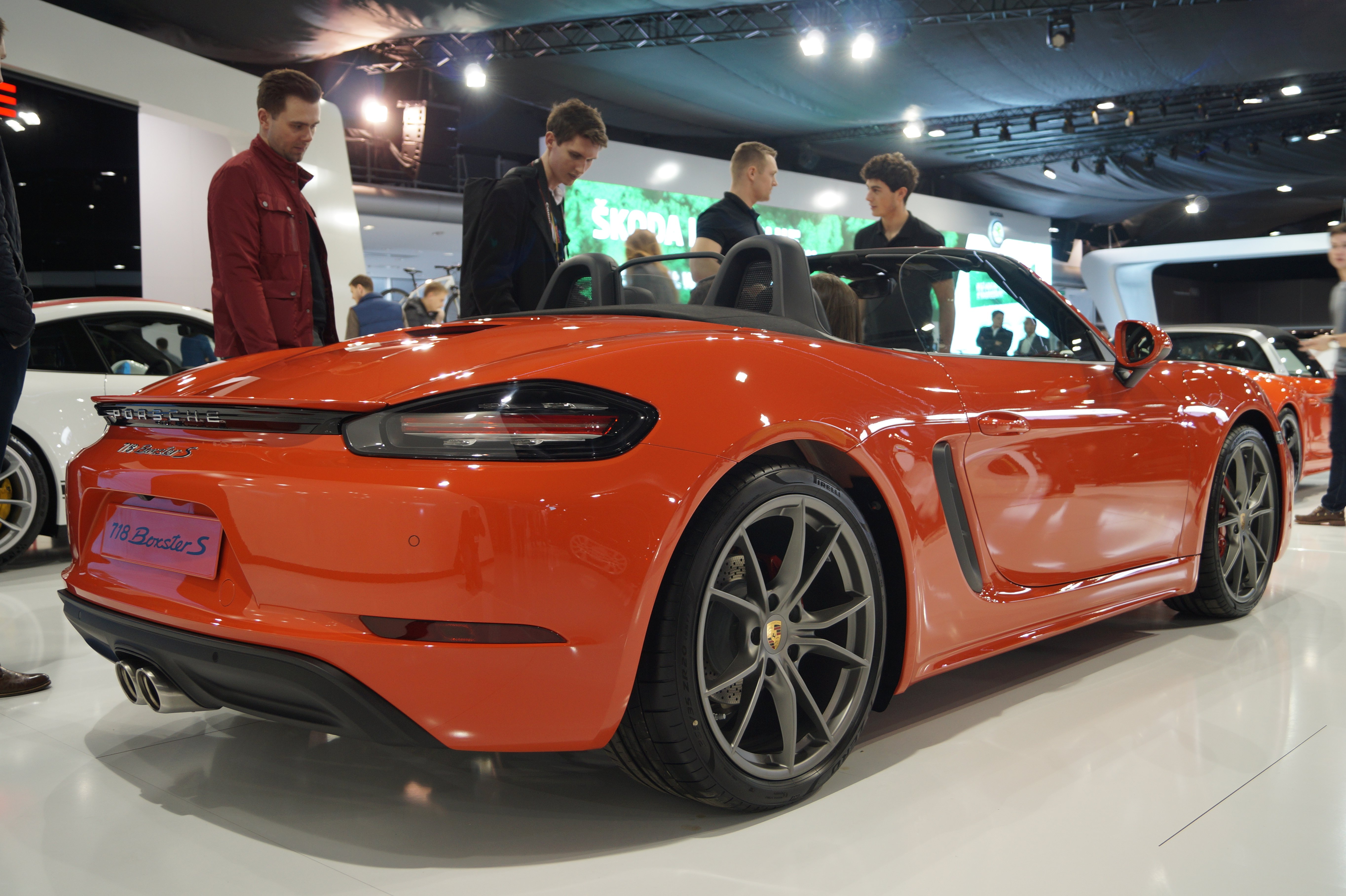
Vue arrière.

La Porsche 718 Boxster est présentée officiellement au Salon international de l'automobile de Genève en 2016. Elle est la remplaçante de la Boxster type 981.
Sa plus grande nouveauté est l'intégration d'un Flat-4 turbo développant 300 à 350 ch en fonction des versions ("Normale" ou S) pour répondre au mieux aux nouvelles normes écologiques.
En décembre 2018, Porsche présente la « 718 Boxster T ». Puis en juin 2019, la 718 Boxster reçoit un 6-cylindres à plat 4 litres atmosphérique dans sa version Boxster Spyder.
À partir de juin 2024, la commercialisation des versions 4-cylindres est stoppée en raison de l'arrivée de la réglementation européenne GSR2 (General Safety Regulation) obligatoire sur les véhicules neufs immatriculés à compter du 7 juillet 2024, à laquelle la 718 Boxster ne peut répondre.

## Caractéristiques techniques

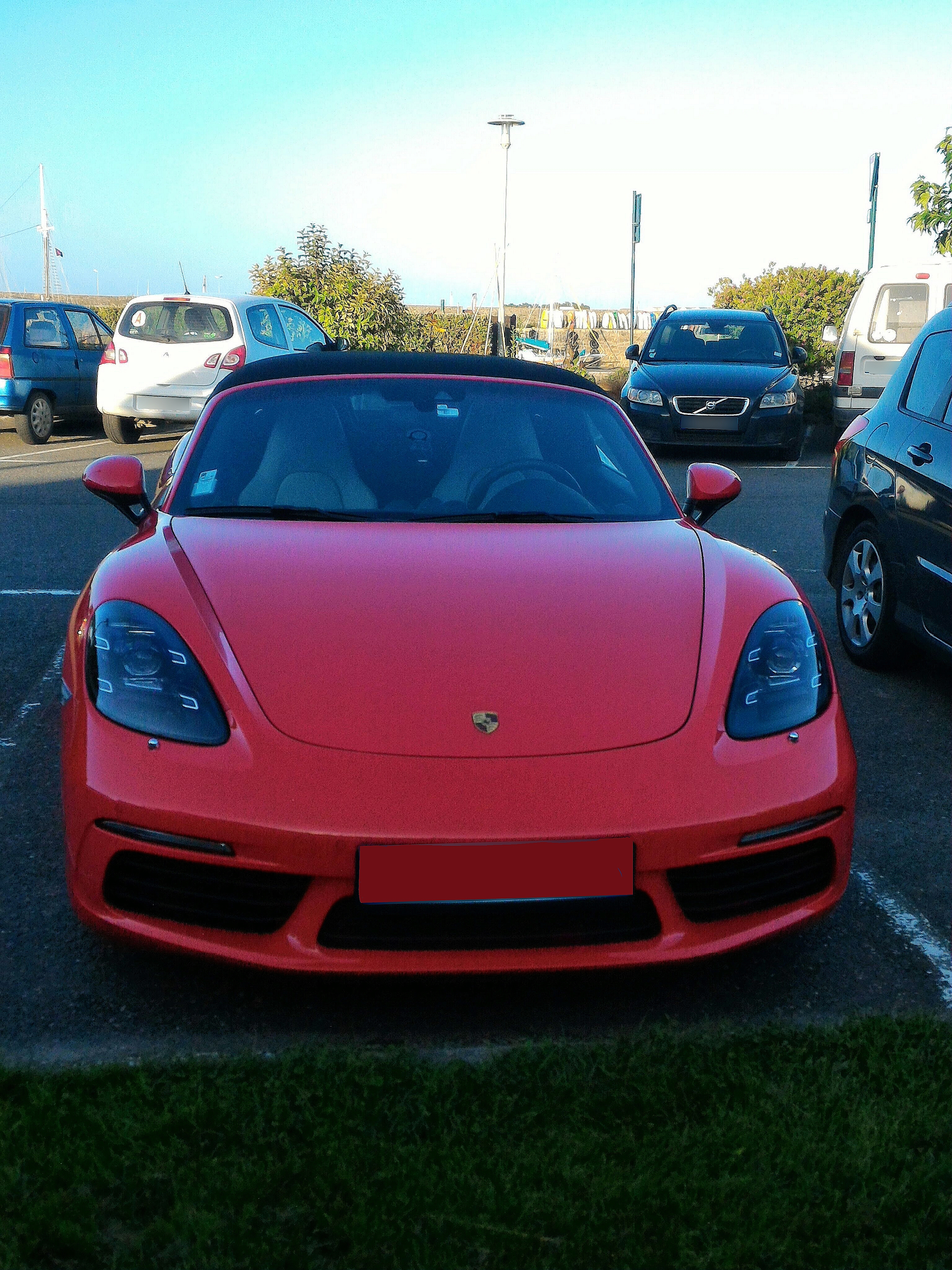
Le nouveau Boxster avec ses feux de jour à 4 points.

La 718 Boxster peut être équipée d'un sélecteur de mode de conduite, à la manière du manettino de Ferrari (Normal, Sport, Sport + et Individual).
La nouvelle Boxster peut disposer en option d'un nouvel écran tactile, adoptant la technologie Apple CarPlay.
De série la Boxster reçoit des feux bi-xénon. En option elle peut bénéficier de feux full led. Tous deux sont équipés de la nouvelle signature lumineuse à 4 points, typique de Porsche,.

### Motorisations
Depuis cette génération la Boxster troque son 6-cylindres atmosphérique pour un 4-cylindres turbo. Néanmoins, la technologie reste la même puisque le moteur est situé en position centrale et il reste à plat,,,:
En juin 2019, Porsche revient au 6-cylindres à plat sur la 718 Boxter Spyder. Il s'agit du flat 6 atmosphérique de la nouvelle Porsche 911 auquel on a ôté ses turbos et rehaussé sa cylindrée. Celui-ci offre la possibilité de couper alternativement un banc de cylindres, lorsque la sollicitation de puissance et de couple est faible, et il fonctionne ainsi sur trois cylindres.
En janvier 2020, Porsche présente la 718 Boxster GTS 4.0 équipée du Flat 6 de la Boxster Spyder dégonflé à 400 ch.
| Logo de Porsche         | 718 Boxster                              | 718 Boxster T                            | 718 Boxster S                            | 718 Boxster GTS                          | 718 Boxster GTS 4.0                      | 718 Boxster Spyder                       | 718 Boxster Spyder RS         |
| Années de production    | 2016—                                    | 2019-2023                                | 2016—                                    | 2018-2020                                | 2020—                                    | 2019-2023                                | 2024—                         |
| Production totale       | ?                                        | ?                                        | ?                                        | ?                                        | ?                                        | ?                                        | ?                             |
| Prix de base            | 67 800 €                                 | 72 200 €                                 | 78 500 €                                 | 84 700 €                                 | 98 400 €                                 | 112 000 €                                | 162 500 €                     |
| Type de production      | Voiture de série                         | Voiture de série                         | Voiture de série                         | Voiture de série                         | Voiture de série                         | Voiture de série                         | Voiture de série              |
| Classe                  | Sportive                                 | Sportive                                 | Sportive                                 | Sportive                                 | Sportive                                 | Sportive                                 | Supercar                      |
| Énergie                 | Essence                                  | Essence                                  | Essence                                  | Essence                                  | Essence                                  | Essence                                  | Essence                       |
| Moteur(s)               | Flat 4 2.0 L Turbo                       | Flat 4 2.0 L Turbo                       | Flat 4 2.5 L Turbo                       | Flat 4 2.5 L Turbo                       | Flat 6 4.0 L Atmosphérique               | Flat 6 4.0 L Atmosphérique               | Flat 6 4.0 L Atmosphérique    |
| Position du moteur      | Transversale centrale arrière            | Transversale centrale arrière            | Transversale centrale arrière            | Transversale centrale arrière            | Transversale centrale arrière            | Transversale centrale arrière            | Transversale centrale arrière |
| Puissance Maximale      | 300 ch                                   | 300 ch                                   | 350 ch                                   | 365 ch                                   | 400 ch                                   | 420 ch                                   | 500 ch                        |
| Couple Maximal          | 380 Nm                                   | 380 Nm                                   | 420 Nm                                   | 430 Nm                                   | 430 Nm                                   | 430 Nm                                   | 450 Nm                        |
| Transmission            | Propulsion                               | Propulsion                               | Propulsion                               | Propulsion                               | Propulsion                               | Propulsion                               | Propulsion                    |
| Boîte de vitesses       | Manuelle à 6 rapports / Automatique PDK7 | Manuelle à 6 rapports / Automatique PDK7 | Manuelle à 6 rapports / Automatique PDK7 | Manuelle à 6 rapports / Automatique PDK7 | Manuelle à 6 rapports / Automatique PDK7 | Manuelle à 6 rapports / Automatique PDK7 | Automatique PDK7              |
| Vitesse maximale        | 275 km/h                                 | 275 km/h                                 | 285 km/h                                 | 290 km/h                                 | 293 km/h                                 | 301 km/h                                 | 308 km/h                      |
| 0 à 100 km/h            | 5,1 s (PDK7 : 4,7 s)                     | 5,1 s (PDK7 : 4,7 s)                     | 4,6 s (PDK7 : 4,2 s)                     | 4,6 s (PDK7 : 4,1 s)                     | 4,5 s (PDK7 : 4,0 s)                     | 4,4 s (PDK7 : 3,9 s)                     | 3,4 s                         |
| 0 à 200 km/h            | ?                                        | ?                                        | ?                                        | ?                                        | ?                                        | ?                                        | ?                             |
| Consommation mixte      | 7,9-8,1 L/100 km                         | 7,9-8,2 L/100 km                         | 8,5-9,2 L/100 km                         | 8,5-9,2 L/100 km                         | 9,6-10,8 L/100 km                        | 10,2-10,9 L/100 km                       | 13,0 L/100 km                 |
| Emission de CO2         | 180-186 g/km                             | 181-187 g/km                             | 194-210 g/km                             | 195-210 g/km                             | 219-246 g/km                             | 232-249 g/km                             | 294 g/km                      |
| Rapport poids/puissance | 4,45 kg/ch                               | 4,50 kg/ch                               | 3,87 kg/ch                               | 3,77 kg/ch                               | 3,51 kg/ch                               | 3,38 kg/ch                               | 2,82 kg/ch                    |
|                         |                                          |                                          |                                          |                                          |                                          |                                          |                               |
| Carrosserie             | Cabriolet 2 portes (2 places)            | Cabriolet 2 portes (2 places)            | Cabriolet 2 portes (2 places)            | Cabriolet 2 portes (2 places)            | Cabriolet 2 portes (2 places)            | Spider 2 portes (2 places)               | Spider 2 portes (2 places)    |
| Portières               | classiques                               | classiques                               | classiques                               | classiques                               | classiques                               | classiques                               | classiques                    |
| Masse à vide            | 1335 kg                                  | 1350 kg                                  | 1355 kg                                  | 1375 kg                                  | 1405 kg                                  | 1420 kg                                  | 1410 kg                       |

## Versions

### 718 Boxster T
En décembre 2018, Porsche présente la 718 Boxster T motorisée par le quatre cylindres 2.0 litres Turbo de 300 ch.
Elle reçoit des jantes aluminium de 20 pouces, ses monogrammes « 718 Boxster T » sur les flancs, un échappement sport à doubles sorties noires, et des coques de rétroviseur extérieur en gris quartz, quant à l'intérieur, la 718 T est équipée de sangles d'ouverture de porte noires, d'un volant sport GT et de monogramme « 718 » brodé sur les appuie-têtes. Le Boxster est proposé en Noir, Rouge Indien, Jaune Racing, Blanc, Blanc Carrara métallisé, Noir Intense métallisé et Argent GT métallisé ainsi qu'avec les teintes spéciales Orange Fusion et Bleu Miami[source insuffisante].

### 718 Spyder

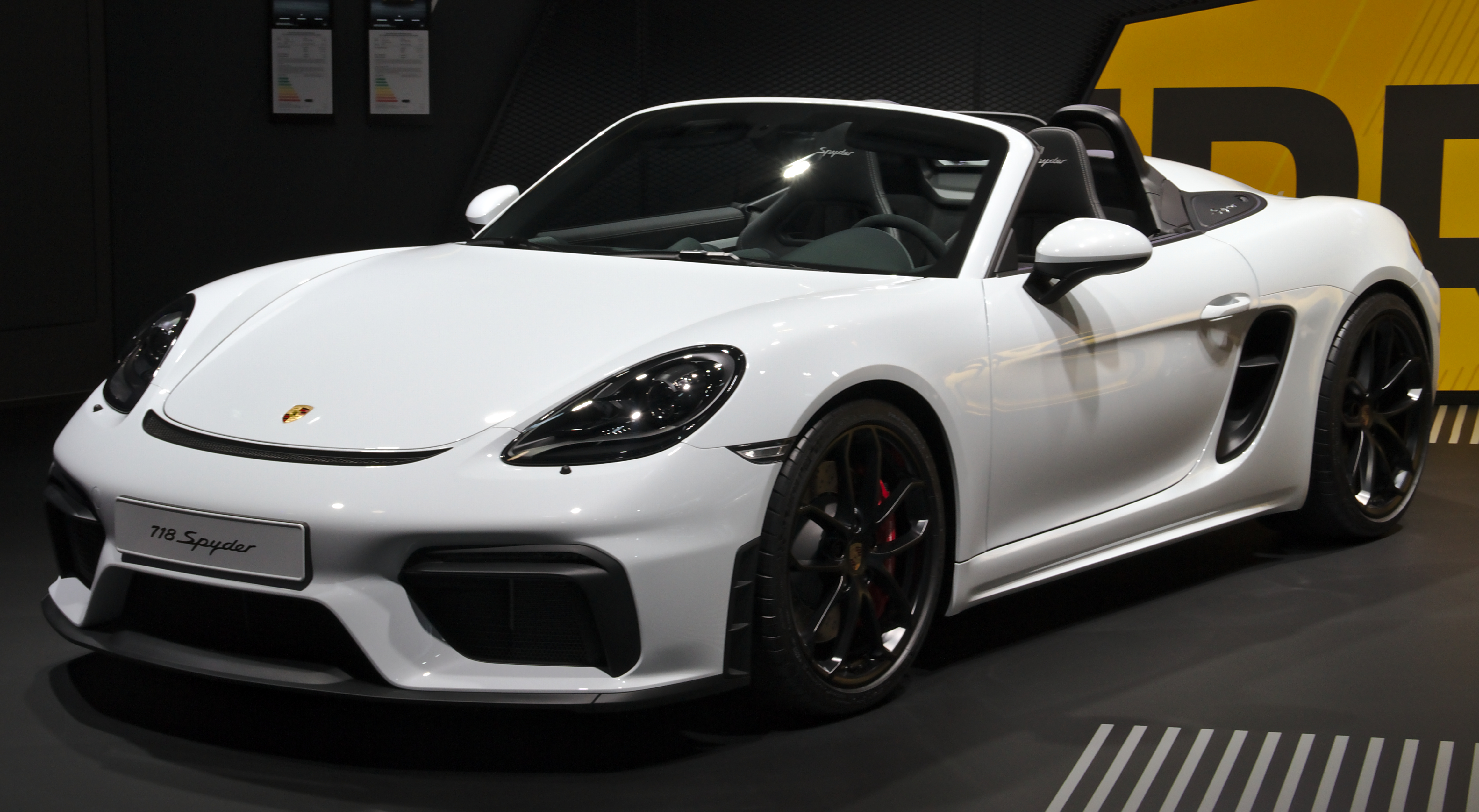
Porsche 718 Sypder.

Le 18 juin 2019, Porsche présente la 718 Spyder sur base de Boxster, en même temps que la Porsche 718 Cayman GT4. Elle est motorisée par un six cylindres à plat 4.0 atmosphérique, dérivé du moteur 3.0 Turbo de la récente Porsche 911 (992), réalésé à 4 litres et dépourvu de ses turbos, procurant 420 ch et 420 N m de couple.
La version Spyder reçoit un couvre capote rigide arrière à double bulle avec à son extrémité un aileron automatique qui se déploie à 120 km/h. La 718 à six cylindres est équipée d'une boîte mécanique à 6 rapports à son lancement, la boîte robotisée PDK à 7 rapports étant disponible dans un second temps.

#### 718 Spyder RS
Cette version ultime, mais à capote manuelle, de la 718 Spyder, est dévoilée en mai 2023. Comme pour la GT4 RS, elle embarque un flat-6 atmosphérique de 4,0 litres et 500 chevaux, soit 80 de plus que la 718 Spyder, avec 40 kg en moins,.

### 718 Boxster GTS 4.0

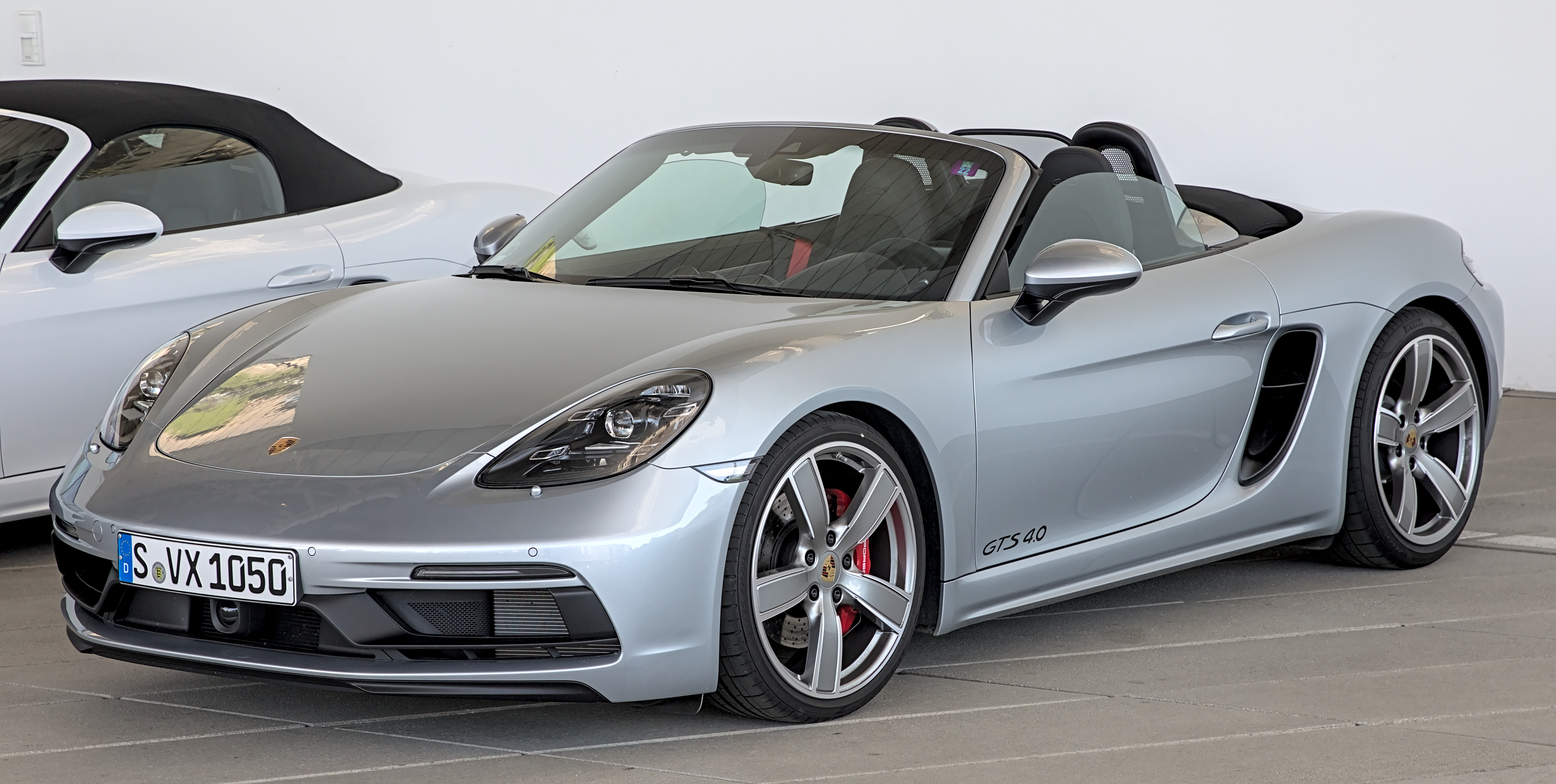
Porsche 718 Boxster GTS 4.0.

À la différence de la 718 GTS qui reçoit un quatre cylindres, la 718 Boxster GTS 4.0 est dotée du six cylindres à plat 4.0 atmosphérique du Spyder, de la boîte manuelle à six rapports et d'un échappement sport. La GTS 4.0 est équipée de jantes en alliage léger de 20 pouces noires "satinée brillant", du Torque Vectoring (PTV) avec différentiel arrière à glissement limité, du Stability Management (PSM) et du freinage amélioré (avec disques percés et étriers rouges)[source insuffisante].

## Série limitée

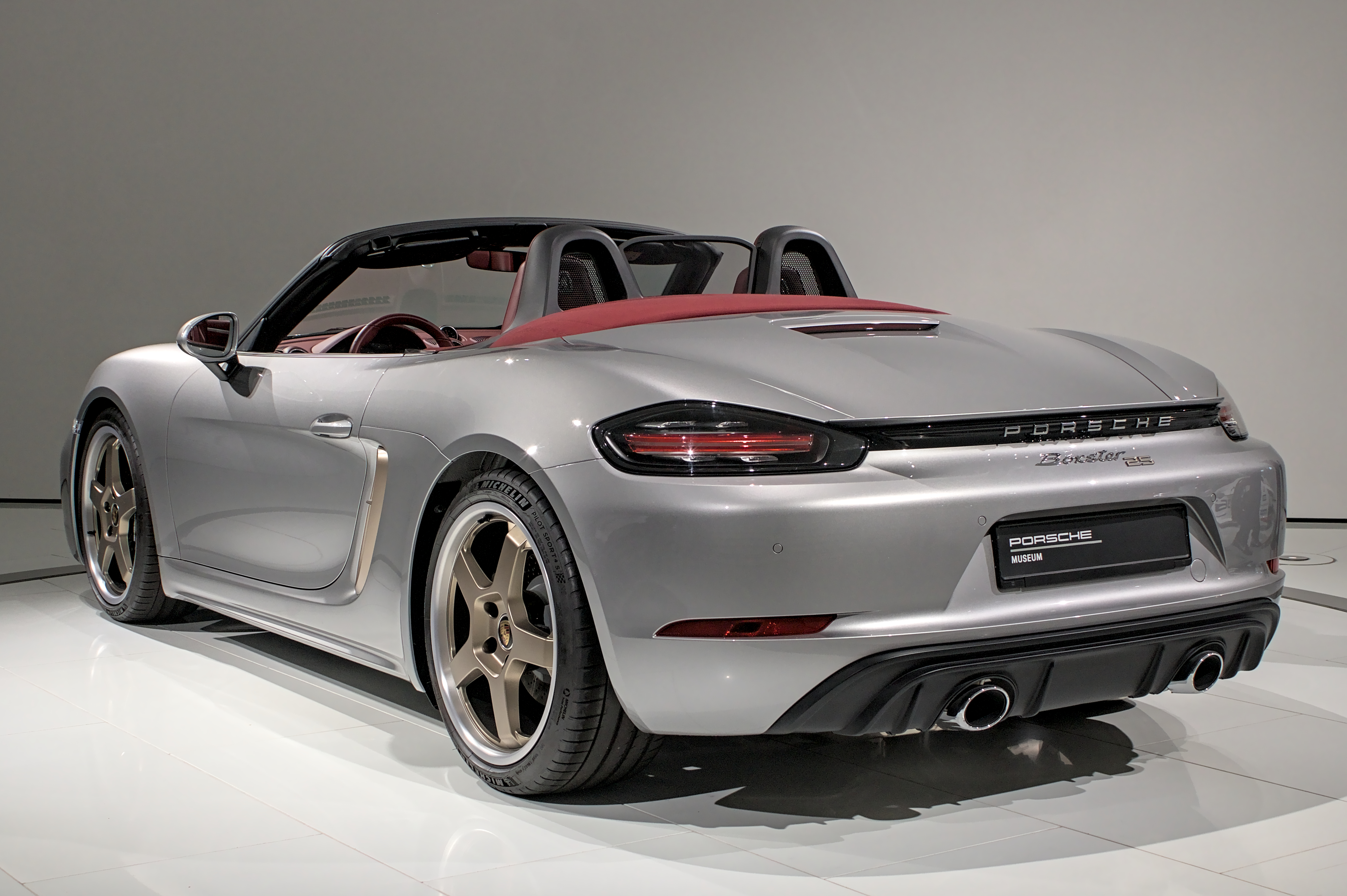
Boxster 25 Years.

- Boxster 25 Years[20]